# Ambasciata d'Italia a Yaoundé
L'ambasciata d'Italia a Yaoundé è la missione diplomatica della Repubblica Italiana presso la Repubblica del Camerun. Essa cura i rapporti anche con Ciad, Guinea Equatoriale e Repubblica Centrafricana.

La sede dell'ambasciata si trova nella capitale Yaoundé.

## Altre sedi diplomatiche dipendenti
La missione comprende, inoltre, una rete consolare italiana, dipendente dalla sezione consolare dell'ambasciata stessa:
| Tipologia               | Sede                         | Zona di competenza                            |
| ----------------------- | ---------------------------- | --------------------------------------------- |
| Vice consolato onorario | Douala                       | Regioni Litorale, Ovest, Nordovest e Sudovest |
| Consolato onorario      | Bangui ( Rep. Centrafricana) | Repubblica Centrafricana                      |
| Vice consolato onorario | N'Djamena ( Ciad)            | Ciad                                          |